# Кур (Граубюнден)
Кур (нем. Chur, романш. Cuira, итал. Coira, фр. Coire) — город в немецкоязычной части Швейцарии, на реке Плессур в долине Рейна, столица кантона Граубюнден.

## Общие данные
Входит в состав региона Плессур (до 2015 года входил в округ Плессур).
На 31 декабря 2006 года население составляло 35 161 человек, из них примерно поровну католиков и протестантов.
1 января 2020 года в состав коммуны Кур вошла бывшая коммуна Маладерс, 1 января 2021 года — Хальденштайн, 1 января 2025 года — коммуна Чирчен-Праден, состоявшая из населённых пунктов Чирчен и Праден.
Главные статьи дохода — торговля вальтеллинскими винами и туризм.

## История
В Куре сходятся дороги, ведущие из Италии по разным горным перевалам. Древние римляне основали здесь колонию Curia Raetorum — административный центр провинции Реция Первая. Исторически город служил центром обширной области, в которую входила плодородная долина Вальтеллина (в границах современной Италии).
Средневековый Кур — типичный епископский город Швабии. Епископы Кура, первые сведения о которых появляются в 452 году, были в 1170 году допущены в число имперских князей. Они принадлежали к числу крупнейших землевладельцев на территории южной Швабии (восток современной Швейцарии и Форарльберг).
Чтобы противостоять усилению епископов и Габсбургов, местные жители в 1367 году объединились в Союз Божьего дома (Gotteshausbund), который служил противовесом церковным властям до 1799 года. В 1464 году в городе произошёл пожар. Восстанавливали его немецкоговорящие строители, из-за чего население города постепенно стало из ретороманоговорящего немецкоговорящим. После вторжения Наполеона епископские земли были секуляризованы, а Кур — допущен в состав Швейцарской конфедерации в качестве столицы кантона Граубюнден.

## Известные уроженцы, жители
24 ноября 1550 г. в Куре скончался Симон Лемний (лат. Simon Lemnius) — швейцарский (немецкий) гуманист, новолатинский поэт.
Художник-фантаст Ханс Гигер родился в Куре.
В Куре родилась актриса Анук Штеффен.

## Достопримечательности
О временах правления епископов в Куре напоминают католический собор Вознесения Девы Марии (XII—XIII вв.) и дворец епископа (нынешний барочный облик — с 1737 года). Протестантская церковь Св. Мартина, заложенная ещё в VIII веке, была перестроена во 2-й половине XV века. Сохранились старинные особняки городского патрициата. Имеются музеи кантона и Реции.

## Города-побратимы
- Олат  Канзас  США — с 1974 года[6]